# Powderville
Powderville es un lugar designado por el censo ubicado en el condado de Anderson, en el estado estadounidense de Carolina del Sur. La localidad en el año 2000 tiene una población de 5.362 habitantes en una superficie de 36.1 km², con una densidad poblacional de 184.4 personas por km². 
Por muchas décadas, Powderville principalmente una comunidad agrícola. En los últimos años, muchas subdivisiones nuevas viviendas y negocios a lo largo la carretera SC 153 se han convertido en una Powdersville bulliciosa zona suburbana.

## Geografía
Powderville se encuentra ubicado en las coordenadas 34°46′57″N 82°29′32″O / 34.78250, -82.49222. Según la Oficina del Censo, el pueblo tiene un área total de 36,1 km² (13,9 mi²), de la cual 36,1 km² (13,9 mi²) es tierra y 0 km² (0 mi²) (0.0%) es agua.

### Localidades adyacentes
El siguiente diagrama muestra a las localidades en un radio de 12 kilómetros (7,5 mi) de Powderville.

## Demografía
En el 2000 la renta per cápita promedia del hogar era de $50.255, y el ingreso promedio para una familia era de $57.131. El ingreso per cápita para la localidad era de $20.901. En 2000 los hombres tenían un ingreso per cápita de $41.297 contra $25,136 para las mujeres. Alrededor del 2.50% de la población estaba bajo el umbral de pobreza nacional. 